# Jean-Yves Jaffray
Pour les articles homonymes, voir Jaffray.
Jean-Yves Jaffray, né le 22 juillet 1939 à Rennes et mort le 26 février 2009 à Paris, est un mathématicien et économiste français.

## Formation et carrière
Il obtient son doctorat à l'université Paris 6 en 1974 avec une thèse intitulée « Existence, propriétés de continuité, additivité de fonctions d'utilité sur un espace partiellement ou totalement ordonné » sous la direction de Jean Ville. Il a été professeur de mathématiques et de sciences appliquées à l'université Pierre-et-Marie-Curie, dans le laboratoire d'informatique LIP6.

## Travaux
Il a contribué de façon majeure aux domaines de la théorie de la décision et de la statistique mathématique,. Il est le pionnier des méthodes de la théorie de la décision telles que la théorie de l'utilité linéaire pour les fonctions de croyance,, comblant l'écart entre l'utilité espérée et la règle maximin en utilisant les probabilité bayésienne pour englober des fonctions de croyance.